# Czubar
Czubar – miasto w Iranie, w ostanie Gilan. W 2016 roku liczyło 5554 mieszkańców.